# Couvent Sainte-Agnès
Le couvent Sainte-Agnès est un ancien couvent de clarisses, fondé à Prague en 1233 par sainte Agnès de Bohême, sœur du roi Venceslas Ier, qui en fut également la première supérieure. Il se situe au nord-est de la Vieille Ville. Les religieuses en furent expulsées en 1782. Les bâtiments, utilisés à diverses fonctions durant deux siècles, furent restaurés à la fin du XXe siècle et abritent dorénavant une section de la Galerie nationale de Prague.

## Historique

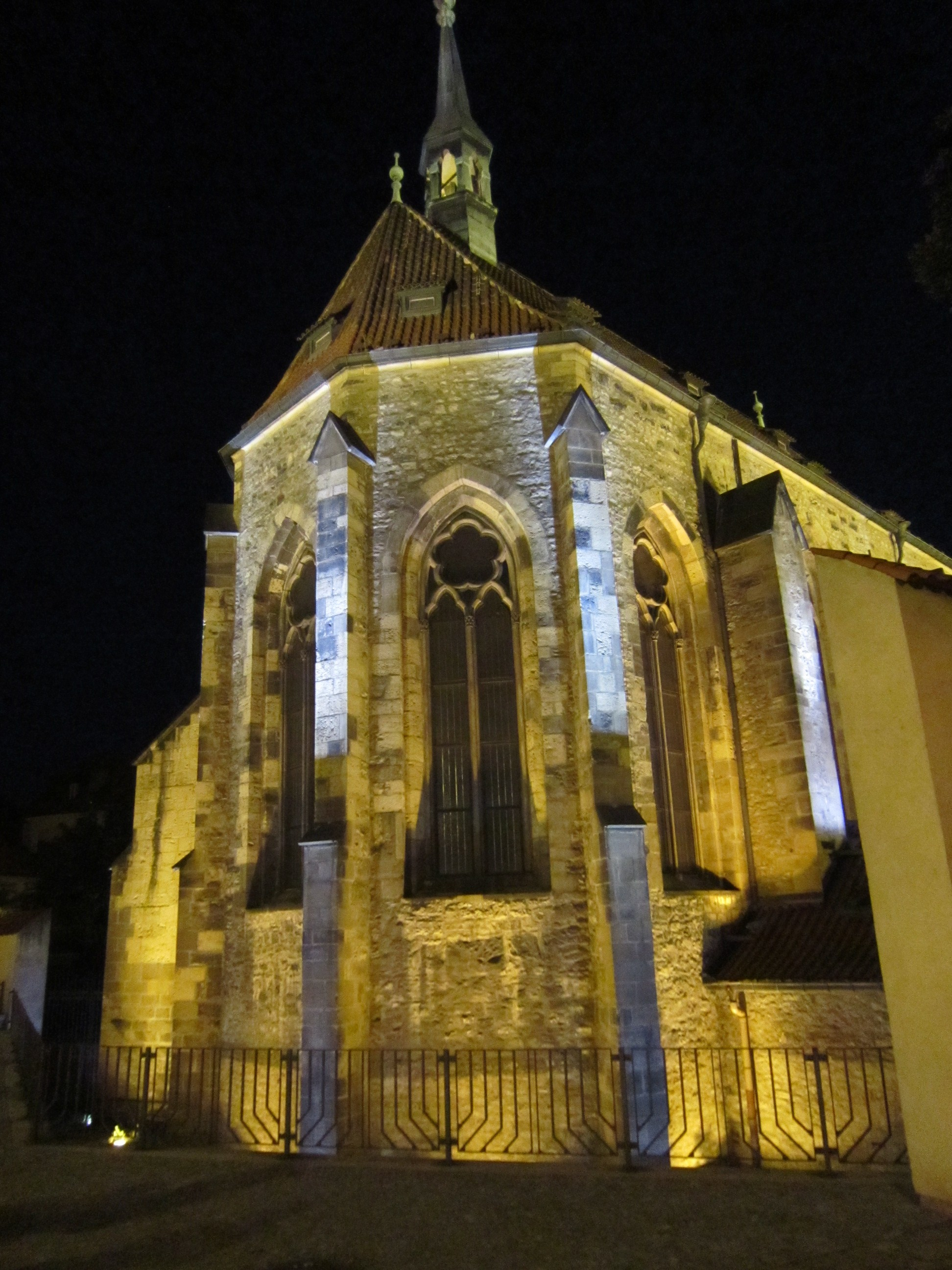
Vue extérieure de la chapelle de l'ancien couvent.

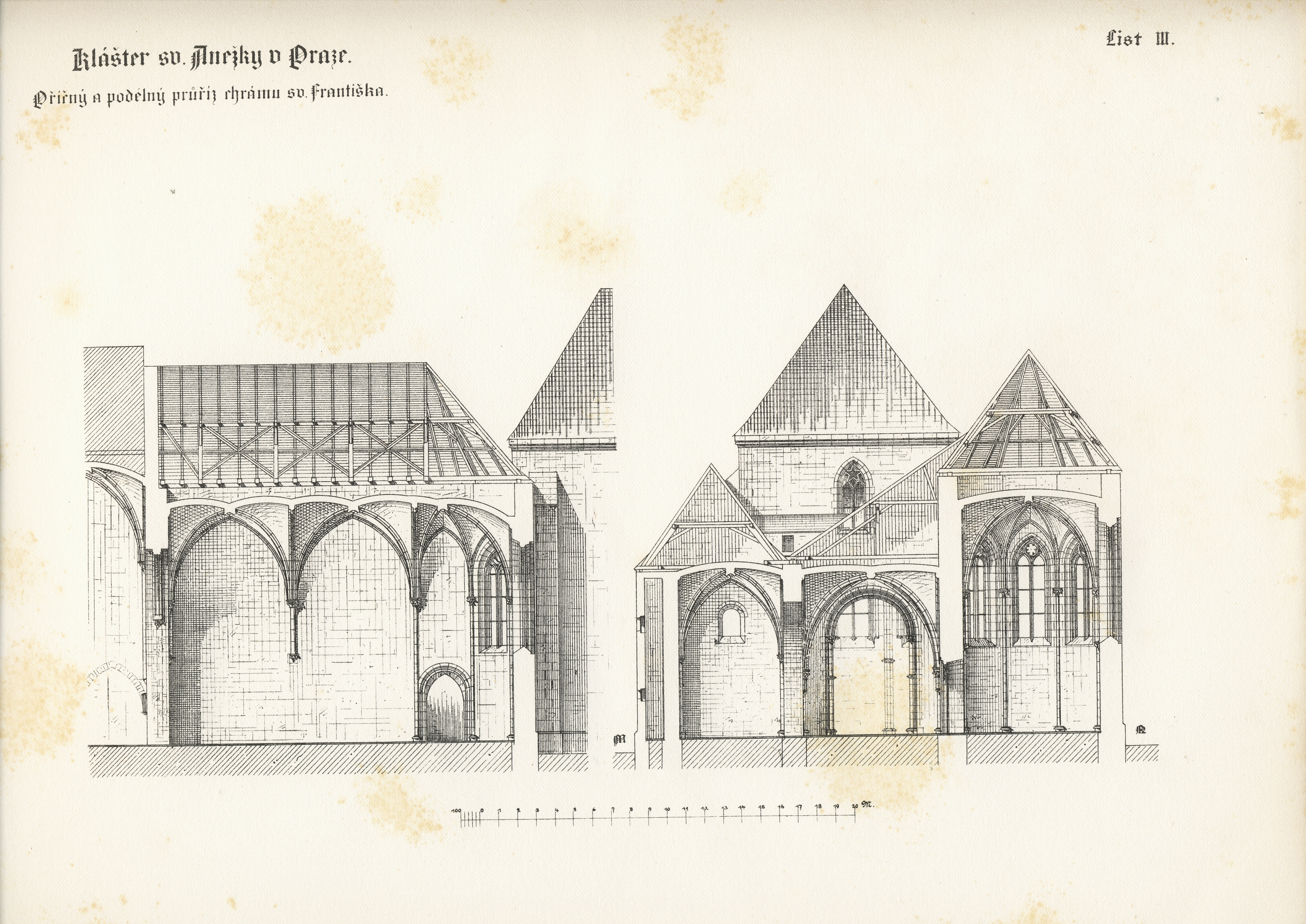
Plan en coupe.

Il s'agit du premier bâtiment construit en Bohême dans le style gothique. Sa construction dura de 1223 aux années 1280. À l'origine, il n'abritait pas seulement des religieuses clarisses, mais aussi des frères franciscains. Les deux groupes avaient chacun leur chapelle : Saint-Francois pour les hommes et Saint-Sauveur pour les femmes. On y édifia aussi le mausolée de la maison des Přemyslides dans lequel reposent, outre de nombreuses filles et épouses de dynastes de Bohême (y compris la fondatrice de la communauté), le roi Venceslas Ier de Bohême et son épouse Cunégonde.
Les deux couvents souffrirent beaucoup des guerres hussites et la partie méridionale des bâtiments conventuels, qui appartenait aux franciscains, fut détruite.
Ce n'est qu'en 1556 que le couvent fut restauré par les dominicains, avant le retour des clarisses en 1626. Mais la communauté fut supprimée une nouvelle fois en 1782, victime de la politique de sécularisation de l'empereur Joseph II. Par la suite, les bâtiments ont été utilisés à des fins diverses, leur démolition étant prévue pour la fin du XXe siècle.
La chute du régime communiste lors de la Révolution de velours permit la création d'un comité grâce auquel le couvent a été non seulement sauvé, mais aussi restauré.
Il abrite un département de la Galerie nationale à Prague, consacré à la période gothique. Il rassemble des collections de sculptures et de tableaux représentatifs de l'art gothique de Bohême et d'Europe centrale, parmi lesquels plusieurs tableaux de Maître Théodoric et du Maître de Wittingau ou le Retable de Vyšší Brod.

Groupe sculpté du Maître de la Lamentation de Žebrák, époque jaguellonne.
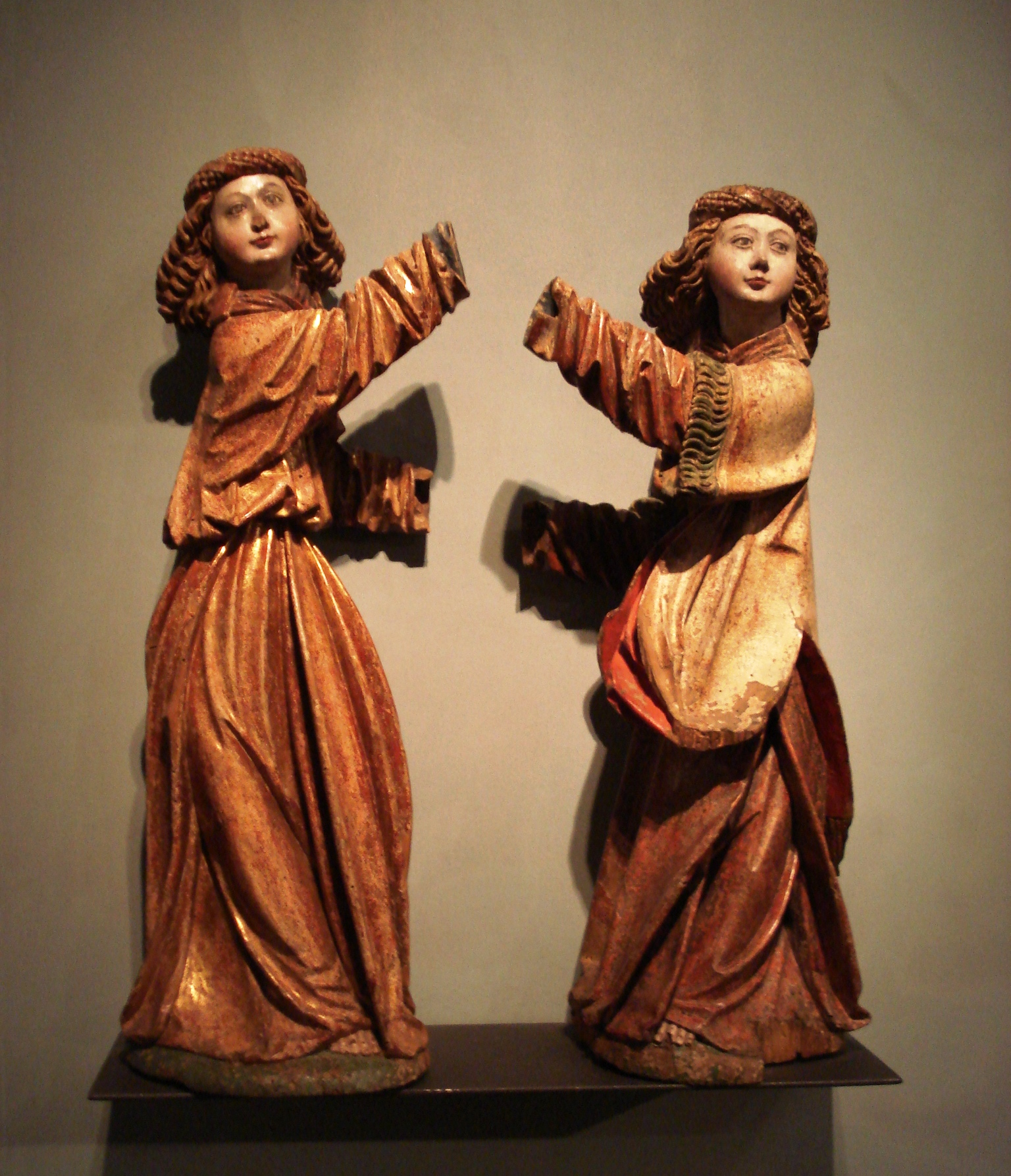
Ange masculin et ange féminin, bois polychrome, couvent Sainte-Agnès, Prague.
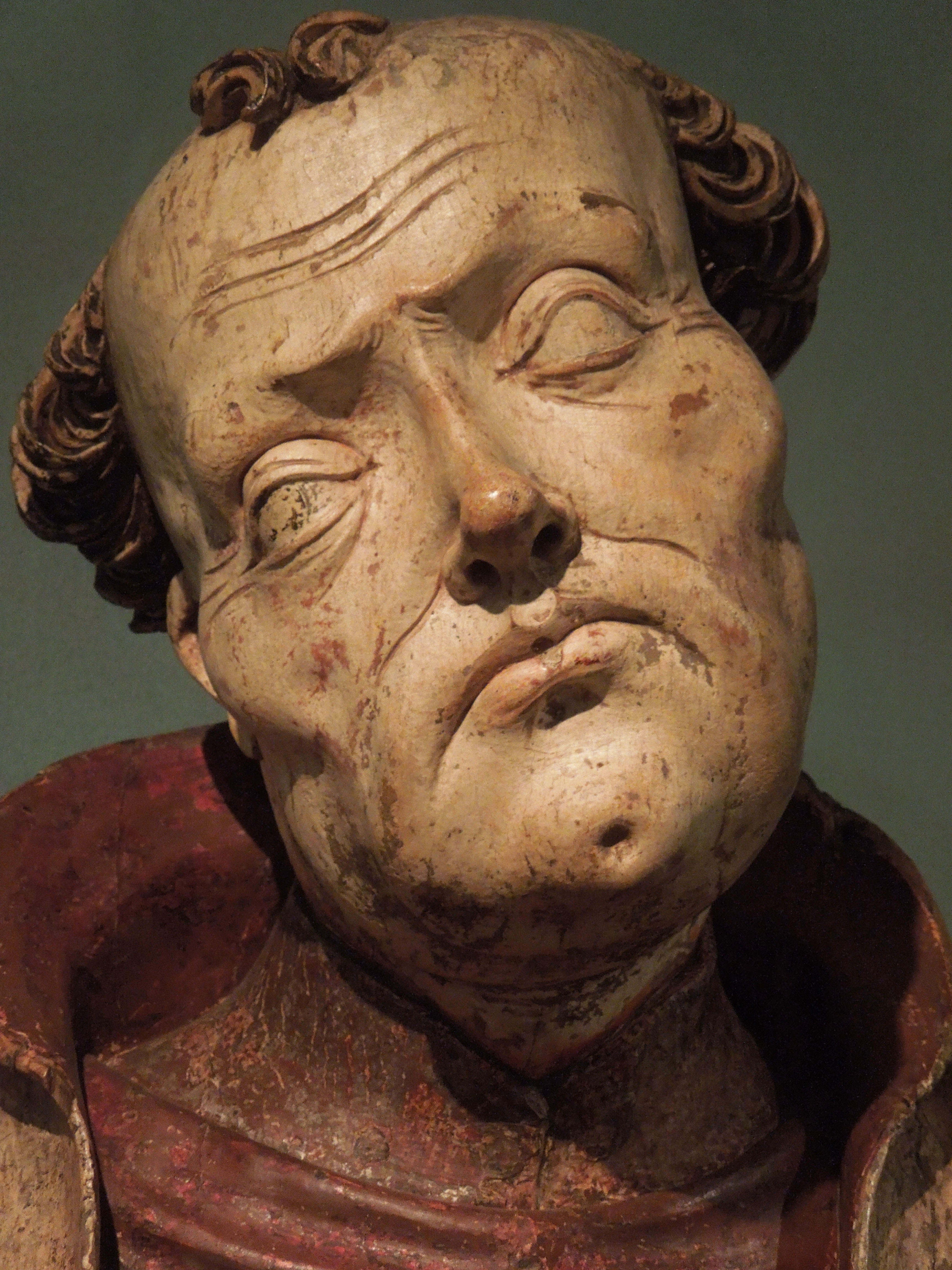
Bois sculpté de saint Léonard, bois polychrome, Maître de la lamentation de Zvíkovz (en).